# NGC 4955
NGC 4955 (również PGC 45340) – galaktyka eliptyczna (E2), znajdująca się w gwiazdozbiorze Hydry. Odkrył ją John Herschel 30 marca 1835 roku.